# Велика Британія на літніх Олімпійських іграх 1896
Велика Британія вперше брала участь на літніх Олімпійських іграх 1896 і була представлена десятьма спортсменами у семи видах спорту. За підсумками змагань команда посіла п'яте місце у загальнокомандному заліку і один із спортсменів встановив олімпійський рекорд у легкій атлетиці. У складі делегації не були присутні австралійські спортсмени, зате ірландські виступали за цю збірну.
Деякі з британських тенісистів у парних змаганнях виступали з представники чужих збірних, і їх результати приписуються змішаній команді.

## Медалісти

### Золото
| Золото |                  |                                       |
| №      | Спортсмени       | Вид спорту (дисципліна)               |
| 1      | Джон Пій Боланд  | Теніс (одиночний розряд)              |
| 2      | Ланчестон Елліот | Важка атлетика (поштовх однією рукою) |

### Срібло
| Срібло |                  |                                                |
| №      | Спортсмени       | Вид спорту (дисципліна)                        |
| 1      | Грендлі Гулдінг  | Легка атлетика (біг на 110 метрів з бар'єрами) |
| 2      | Френк Кіпінг     | Велоспорт (12-годинна гонка)                   |
| 3      | Ланчестон Елліот | Важка атлетика (поштовх двома руками)          |

### Бронза
| Бронза |               |                                    |
| №      | Спортсмени    | Вид спорту (дисципліна)            |
| 1      | Едвард Баттел | Велоспорт (шосейна гонка)          |
| 2      | Чарльз Гмелін | Легка атлетика (біг на 400 метрів) |

## Результати змагань

### Боротьба
| Ланчестон Елліот | Карл Шуман (GER) програв | не пройшов | не пройшов | не пройшов | не пройшов |

### Велоспорт
| Змагання         | Спортсмени    | Фінал      | Фінал |
| Змагання         | Спортсмени    | Результат  | Місце |
| ---------------- | ------------- | ---------- | ----- |
| Гіт на 333,3 м   | Едвард Баттел | 26,2 з     | 4     |
| Гіт на 333,3 м   | Френк Кіпінг  | 27,0 з     | 5     |
| 100 кілометрів   | Едвард Баттел | DNF        | —     |
| 12-годинна гонка | Френк Кіпінг  | 314,664 км | 2     |
| Шосейна гонка    | Едвард Баттел | невідомий  | 3     |

### Легка атлетика
| Змагання               | Спортсмени       | Попередній раунд | Попередній раунд | Фінал      | Фінал      |
| Змагання               | Спортсмени       | Результат        | Місце            | Результат  | Місце      |
| ---------------------- | ---------------- | ---------------- | ---------------- | ---------- | ---------- |
| 100 метрів             | Чарльз Гмелін    | невідомий        | 3                | не пройшов | не пройшов |
| 100 метрів             | Ланчестон Елліот | невідомий        | 3                | не пройшов | не пройшов |
| 100 метрів             | Джордж Маршалл   | невідомий        | 5                | не пройшов | не пройшов |
| 400 метрів             | Чарльз Гмелін    | невідомий        | 2                | невідомий  | 3          |
| 800 метрів             | Джордж Маршалл   | невідомий        | 4                | не пройшов | не пройшов |
| 110 метрів з бар'єрами | Грендлі Гулдінг  | 18,4 з OR        | 1                | 17,6       | 2          |
| Метання диска          | Джордж Маршалл   |                  |                  | 25,20 м    | 4          |

### Спортивна гімнастика
| Змагання          | Спортсмени       | Фінал     | Фінал |
| Змагання          | Спортсмени       | Результат | Місце |
| ----------------- | ---------------- | --------- | ----- |
| Лазіння по канату | Ланчестон Елліот | невідомий | 5     |

### Стрільба
Спортсменів — 2
| Змагання                        | Спортсмени    | Фінал     | Фінал |
| Змагання                        | Спортсмени    | Результат | Місце |
| ------------------------------- | ------------- | --------- | ----- |
| Армійська гвинтівка, 200 метрів | Сідней Мерлін | 1156      | 10    |
| Армійська гвинтівка, 200 метрів | Махонет       | невідомий | 14-41 |
| Армійська гвинтівка, 300 метрів | Сідней Мерлін | невідомий | 6-18  |
| Армійський пістолет, 25 метрів  | Сідней Мерлін | DNF       | —     |
| швидкісний пістолет, 25 метрів  | Сідней Мерлін | DNF       | —     |

### Теніс

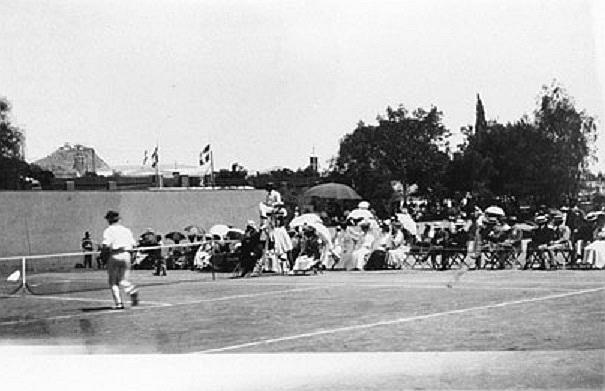
Фінальний матч з тенісу між Джоном Пієм Боландом та Діонісіос Касдагліс

Курсивом  виділені пари, чиї результати були зараховані змішаній команді.
| Змагання         | Спортсмени                          | Перший раунд                                                       | Другий раунд                                 | Півфінал                                                         | Фінал                                                                          |
| Змагання         | Спортсмени                          | Суперник Результат                                                 | Суперник Результат                           | Суперник Результат                                               | Суперник Результат                                                             |
| ---------------- | ----------------------------------- | ------------------------------------------------------------------ | -------------------------------------------- | ---------------------------------------------------------------- | ------------------------------------------------------------------------------ |
| Одиночний розряд | Джон Пій Боланд                     | Фрідріх Траун (GER) виграв                                         | Евангелос Ралліс (GRE) виграв; 6-0, 2-6, 6-2 | Константінос Паспатіс (GRE) виграв                               | Діонісіос Касдагліс (GRE) виграв; 6-2, 6-2                                     |
| Одиночний розряд | Джордж Робертсон                    | Константінос Паспатіс (GRE) програв                                | не пройшов                                   | не пройшов                                                       | не пройшов                                                                     |
| Парний розряд    | Джон Пій Боланд Фрідріх Траун (GER) | Арістідіс Акратопулос (GRE) Константінос Акратопулос (GRE) виграли |                                              |                                                                  | Діонісіос Касдагліс (GRE) Деметріос Петрококкінос (GRE) виграли; 5-7, 6-3, 6-3 |
| Парний розряд    | Джордж Робертсон Тедді Флек (AUS)   |                                                                    |                                              | Діонісіос Касдагліс (GRE) Деметріос Петрококкінос (GRE) програли | не пройшли                                                                     |

### Важка атлетика
| Змагання             | Спортсмени       | Фінал     | Фінал |
| Змагання             | Спортсмени       | Результат | Місце |
| -------------------- | ---------------- | --------- | ----- |
| Поштовх двома руками | Ланчестон Елліот | 111,5 кг  | 2     |
| Поштовх однією рукою | Ланчестон Елліот | 71,0 кг   | 1     |